# Alamo (flod)

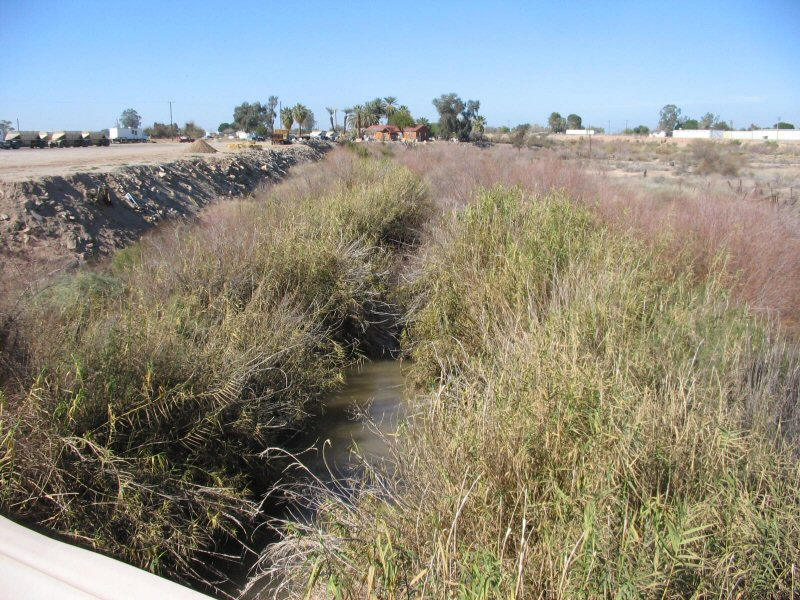
Alamofloden nära Holtville, Kalifornien

Alamo River är en flod som ligger i Kaliforniens Great Basin och har sitt utlopp i Salton Sea i Imperial Valley i Kalifornien.